# Грийнфийлд (град, Калифорния)
Грийнфийлд (на английски: Greenfield) е град в окръг Монтерей, щата Калифорния, САЩ. Грийнфийлд е с население от 17 517 жители (по приблизителна оценка от 2017 г.) и обща площ от 4,4 km². Намира се на 88 m надморска височина. ЗИП кодовете му са 93927, а телефонният му код е 831.